# Pointe Lepreau
Pointe Lepreau est un cap situé au sud-ouest de la province canadienne du Nouveau-Brunswick, à 20 kilomètres de la ville de Saint John et près la paroisse de Lepreau. 
La pointe se trouve au bout d'une péninsule de 10 kilomètres de longueur qui entre dans la baie de Fundy à la limite est de la baie de Maces. La péninsule sert de frontière entre les comtés de Charlotte et de Saint John, mais le cap est lui-même dans le comté de Charlotte.
On y trouve un phare de la Garde côtière canadienne et, à environ 2 kilomètres de la pointe, la Centrale nucléaire de la Pointe Lepreau, de style CANDU, construite par Énergie atomique du Canada et opérée par Énergie NB. 